# 乔伊丝·文森特
乔伊丝·卡萝尔·文森特（英語：Joyce Carol Vincent，1965年10月19日—2003年12月），英国女性，死于自己在伦敦的卧房，两年多无人发觉。去世前，文森特与几乎所有认识的人断绝了联系。2001年，文森特辞掉工作，搬进了一所家庭暴力受害者庇护所，与亲友的联系也逐渐减少。2003年12月左右，她死在自己的床上，尸体直到2006年1月25日才被发现，死因可能是哮喘或胃及十二指肠潰瘍。
其故事后来被改编为文獻紀錄片《生活的梦想》（一译《一段生活之梦》）。

## 生平
乔伊丝·文森特于1965年10月19日生于漢默史密斯，在富勒姆宮路附近长大，父母是格林纳达移民。父亲劳伦斯·文森特（英語：Lawrence Vincent）是非洲裔木匠，母亲莉丽丝·文森特（英語：Lyris Vincent）为印度裔。乔伊丝·文森特11岁时，母亲死于一场手术，于是乔伊丝的4个姐姐负责抚养她。她与父亲感情疏远，关系紧张。乔伊丝声称父亲2001年就已去世，但其实劳伦斯死于2004年。就读于梅尔库姆小学（英語：Melcombe Primary School）和富勒姆·吉列特女子学校（英語：Fulham Gilliatt School for Girls），16岁时辍学，未拿到毕业证书。 
1985年，文森特开始在伦敦海外集装箱有限公司当秘书，其后先后在伊藤忠商事、法律债券公司和安永会计师事务所工作。她在安永会计师事务所的财政部工作了四年，于2001年3月辞职，原因不明。不久后，文森特在哈林蓋區一所家庭暴力受害者庇护所待了一段时间，在一家酒店当清洁工。在此期间，她与家人的关系逐渐疏远，但并未彻底断绝。
2003年2月，文森特搬入伍德·格林购物中心上面的一间公寓。公寓属于大都会住房信托，用于收容遭虐待者。2003年11月，文森特因胃及十二指肠潰瘍在北米德尔塞克斯医院（英語：North Middlesex Hospital）住了两天。

## 死亡
文森特于2003年12月左右死亡，原因不明。文森特生前患有哮喘，死前患有胃及十二指肠潰瘍，因此，一般认为文森特死于哮喘发作或溃疡并发症。据病理学家所说，文森特的遗体大部分都是骨骼。尸体躺在一个购物袋旁，周围是她包好但未寄出的圣诞礼物。无人知晓这些礼物是寄给谁的。电视机和暖气依然开着。因为电费从借记卡扣除，此外，乔伊丝还有债务豁免，所以一直没有欠费。
邻居们以为房子没人住，聞到的尸体腐烂的气味以為是来自附近的垃圾箱。外界不能透过窗户直接看到房间内部，而这个地区又经常有瘾君子光顾，因此也就没有人觉得电视声音有什么异常之处。她的一半房租都由福利机构自动支付给大都会住房信托，相關機構的職員们自然以为她还活着。然而，两年多以后，文森特便有了2400英镑房租未付，住房部门遂决定收回房产。2006年1月25日，法警强行进入文森特的公寓，发现了她的尸体。
文森特的尸体严重腐烂，无法全面驗屍，只能根据牙科记录鉴定身份。警方认为，前门锁了两道，房子没有强行闯入的迹象，因此文森特是自然死亡而非谋杀。乔伊丝有一个男朋友，但警察无法追踪到他。此前，她的姐妹们为了找到她，曾雇了一个私人侦探，并联系了救世軍。侦探找到了文森特的住所，于是家人给她写信，但彼时她已死。家人没有收到来信，以为她和他们断绝了关系。

## 电影
卡萝尔·莫利据乔伊丝·文森特的事迹改编出电影《生活的梦想》，片中扎威·艾希頓饰演乔伊丝·文森特。影片于2011年上映。